# هونكا
نادي هونكا لكرة القدم (بالفنلندية: Football Club Honka) نادي كرة قدم فنلندي، مقره في إسبو. ترقى إلى الدرجة الأولى الفنلندي (Veikkausliiga)، للمرة الأولى في تاريخه في نهاية موسم 2005. مدير الكرة في النادي هو ميكا لهكوسو، ويلعب مبارياته التي في أرضه بملعب تابيولان أورهيلوبويستو. تأسست أصلا في عام 1953 باسم تابيون هونكا وغيّر اسمه إلى نادي هونكا لكرة القدم في عام 1975. معروف إلى حد كبير في نادي هونكا فنلندا لمخططها الشباب واسعة مع أكثر من 1000 لاعب شاب في مختلف الفئات العمرية.